# Flatiron Building
Flatiron Building (wcześniej pod nazwą Fuller Building) – budynek położony na Manhattanie w Nowym Jorku. Był jednym z najwyższych budynków w Nowym Jorku. Wieżowiec zajmuje trójkątną działkę u zbiegu ulic Broadway, Ulicy 23. i Piątej Alei. Sąsiedztwo dookoła budynku bywa nazywane Flatiron District. Został oddany do użytku w październiku 1902 roku.
Flatiron Building jest jednym z pięciu najbardziej rozpoznawalnych symboli Nowego Jorku. Nazwa Flatiron pochodzi od podobieństwa bryły budynku do żelazka. W 1979 wpisany do National Register of Historic Places, a 10 lat później do National Historic Landmark.

## Projekt
Flatiron Building został zaprojektowany przez Daniela Burnhama z Chicago. Był jednym z pierwszych budynków o szkielecie stalowym.

## Firmy
- W budynku swoją siedzibę ma jedno z największych amerykańskich wydawnictw książkowych, St. Martin’s Press[4].